# Волков, Михаил Семёнович
Михаил Семёнович Волков (15 ноября 1924, Балаково, Самарская губерния — 26 августа 1988, Балаково, Саратовская область) — наводчик 45-мм орудия противотанковой батареи 286-го стрелкового полка (90-я стрелковая дивизия, 2-я ударная армия, 2-й Белорусский фронт), сержант.

## Биография
Михаил Семёнович Волков родился в рабочей семье в городе Балаково Самарской губернии (в настоящее время Саратовская область). Получил начальное образование. Работал трактористом в колхозе в селе Натальино.
В октябре 1942 года Балаковским райвоенкоматом был призван в ряды Красной армии. С 1942 года на фронтах Великой Отечественной войны. Участник обороны Ленинграда.
В бою за станцию Ямм (Гдовский район Псковской области) 7 февраля 1944 года сержант Волков вёл огонь прямой наводкой орудия по противнику и уничтожил 4 огневых точки, а также рассеял до роты солдат противника, пытавшихся контратаковать подразделения РККА. Его орудие помогало стрелковым подразделениям продвигаться вперёд и наносило меткие удары по огневым точкам и живой силе противника. Приказом по 90-й стрелковой дивизии от 27 февраля 1944 года он был награждён орденом Славы 3-й степени.
В боях по прорыву обороны линии обороны противника в районе деревни Мерикюла в Эстонии 17 сентября 1944 года сержант Волков со своим орудием двигался всё время в боевых порядках пехоты. Несмотря на сильный артиллерийско-миномётный огонь противника, вёл уничтожающий огонь по огневым точкам и живой силе противника. Огнём прямой наводки, благодаря его точной работе, уничтожено 3 дзота противника. В момент контратаки противника в критическую минуту боя, когда пехота противника с автоматным огнём вклинилась расположение стрелковых подразделений, Волков огнём из своего орудия прямой наводкой, не обращая внимание на сильный обстрел со стороны противника, уничтожил 27 солдат и офицеров противника, чем создал перелом в ходе контратаки противника и прогнал его. Кроме этого он же оказал помощь в эвакуации с поля боя пятых бойцов. Приказом по войскам 2-й ударной армии от 9 октября 1944 года он был награждён орденом Славы 2-й степени.
При прорыве обороны противника в районе деревни Дзержаново (7,5 км южнее города Макув-Мазовецкий) 14 января 1945 года сержант Волков точной стрельбой прямой наводкой из своего орудия в период артподготовки уничтожил одну противотанковую пушку противника 2 станковых пулемёта. При этом было уничтожено 11 солдат противника. При дальнейшем продвижении пехоты вперёд, двигаясь в боевых порядках, огнём своего орудия способствовал её продвижению. При отражении контратаки противника в районе деревни Чарностув 15 января 1945 года, когда на боевые порядки Красной армии двигались 4 танка типа «Тигр» сержант Волков, действуя мужественно и отважно, подбил один танк противника и остальные обратил в бегство. Благодаря этому пехота поднялась и успешно отбила контратаку противника. Указом Президиума Верховного Совета СССР от 29 июня 1945 года он был награждён орденом Славы 1-й степени.
Сержант Волков был демобилизован в марте 1945 года, вернулся на родину. С марта 1945 жил в селе Новополеводино. Работал трактористом в совхозе «Зоркинский». Затем жил в городе Балаково, работал слесарем автопарка на птицефабрике.
В 1985 году в ознаменование 40-летия Победы он был награждён орденом Отечественной войны 1-й степени.
Скончался Михаил Семёнович Волков 26 августа 1988 года.